# 王文素
王文素（1465年—？），字尚彬，山西汾州演武鎮人，祖籍太原王氏，明朝數學家。其代表作《新集通證古今算學寶鑑》，繼承和發展了楊輝算學的精要，是中國歷史上重要的算學理論著作，也是清朝《數理精蘊》問世前中國最大的一部數學著作。

## 生  平
明成化元年（1465年）前后，出生于汾阳恆豐里一家商人家中。自幼聰穎，广涉書史，諸子百家，無不知者。“尤長於算法，留心通證，蓋有年矣。”成化後期，隨父王林外出饒陽經商。成化二十年至弘治六年，開始創作《新集通證古今算學寶鑑》，直至嘉靖元年完成了前四十卷，並約定由杜瑾出資付之棗梨。之後兩年間，王文素完成《新集通證古今算學寶鑑》後十二卷，即到嘉靖三年間《新集通證古今算學寶鑑》最終完稿。

## 文  法
其一

六藝科中算數尊，三才萬物總經綸。
乘除升降千般用，量度權衡五品分。
天下錢糧憑是掌，世間交易賴斯均。
若無先聖傳流此，自古模糊直到今。

其二

書鬻諸家俗算篇，數差法拙字訛刊。
魯魚子亥三為二，馬馬乎乎十作千。
滯處疏通繁處剪，亂時整理缺時添。
而今歷歷皆更正，莫與尋常一樣看。

其三

身似飄蓬近六旬，留心學算已年深。
苦思善致精神敗，久視能令眼目昏。
鐵硯磨穿三兩個，毛錐乏盡幾千根。
如風掃退天邊露，顯出中秋月一輪。

其四

諸家算籍甚差訛，暮玩朝參已證磨。
有意刊傳財力寡，無人成就恨嗟多。
魯麟直待逢尼父，楚璧須還遇卞和。
良馬若非遭伯樂，鹽車困死告誰何。

其五

莫言算學理難明，日夕磋磨可致通。
廣聚細流成巨海，久封杯土積高陵。
肯加百倍功夫滿，自曉千般法術精。
憶昔曾參傳聖道，亦由勉進得其宗。

其六

暖衣飽食際壅熙，算數林中論是非。
陋室半間尋妙理，靈台一點悟玄機。
猶如月到天心處，活似風來水面時。
料此一般清意味，世間能有幾人知。

其七

其中奧理實難參，仰益高兮鑽益堅。
百法源流當經審，四家周徑莫輕談。
懸空定位無蹤影，帶蹤開方有正翻。
人道算如隔張紙，我言如隔萬重山。

其八

總為諸家算未周，故忘鄙陋又重修。
吹開毛孔求疵病，使碎心機覓本流。
下海探珠非易得，登山采玉實難求。
譬將昏鏡磨明也，寄語英賢韞匱收。 